# 白鳥沙南
白鳥 沙南（しらとり さな、2005年6月20日 - ）は、日本の女性アイドルでLIT MOONのメンバー。女性アイドルグループさくら学院の元メンバー。熊本県出身。元アミューズ所属。

## 来歴
2018年5月6日、 なかのZERO 大ホールで開催された「さくら学院 2018年度 ～転入式～」で、さくら学院に転入（加入）。
2020年9月14日配信の『さくら学院の顔笑れ!!FRESH!マンデー』にて、2020年度生徒総会が開催され、7代目トーク委員長に任命された。
2021年8月末のさくら学院の活動終了と共に同グループを卒業した。
2022年9月30日をもってアミューズとの契約を終了した。
2023年2月26日に「超IDOLオーディション supported by 超十代」の最終審査に合格し、新しいアイドルグループのメンバー7名のうちの一人に選ばれた。同年3月30日開催の「超十代 -ULTRA TEENS FES- 2023@TOKYO」で「LIT MOON」とのグループ名が発表され、パフォーマンスを初披露した。
2024年6月26日、Wink Music Serviceの7inchシングル「ミツバチのささやき」にゲストボーカルとして参加。

## 人物
2018年の中学1年生当時の特技はダンス（ヒップホップ）とヘアアレンジで、憧れの人は、中元すず香と石原さとみ。LIT MOON加入後の特技はお菓子作り、ヘアメイク。